# Três Lebres

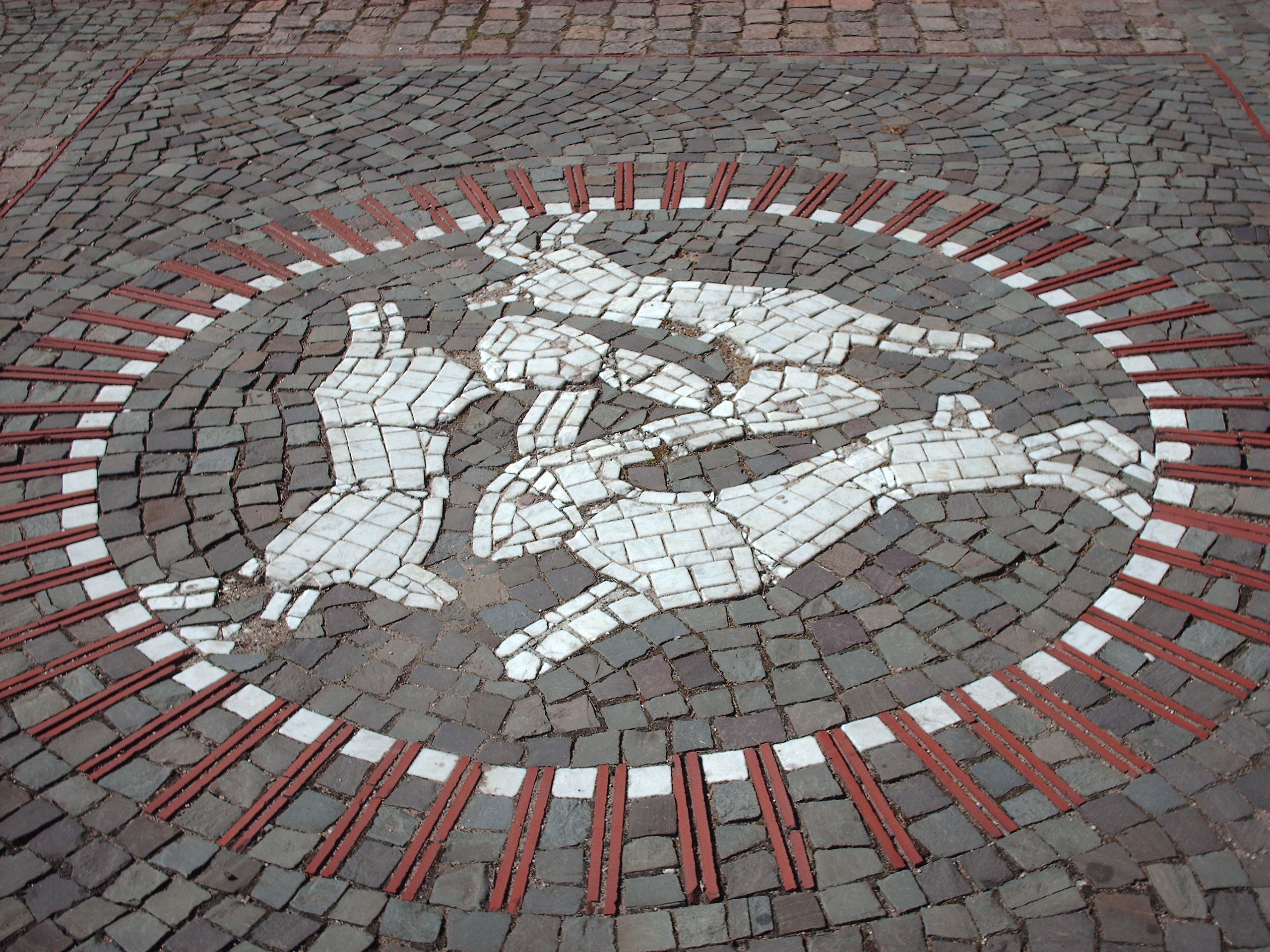
As Três Lebres

O enigma das três lebres remete a descobertas recentes a respeito da história da migração da imagem de três lebres de orelhas coladas. Nela, aparecem três lebres, em duas dimensões, que correm em círculo, uma atrás da outra, e suas orelhas formam um triângulo (há apenas três orelhas desenhadas). A imagem aparentemente tem uma raiz cristã, mas no entanto ela foi encontrada desde em igrejas cristãs até na Ásia, chegando à China.